# Ditzum
Ditzum is een dorp in het noordwesten van de Duitse deelstaat Nedersaksen, dat nabij de Eemsmonding ligt.

## Beschrijving

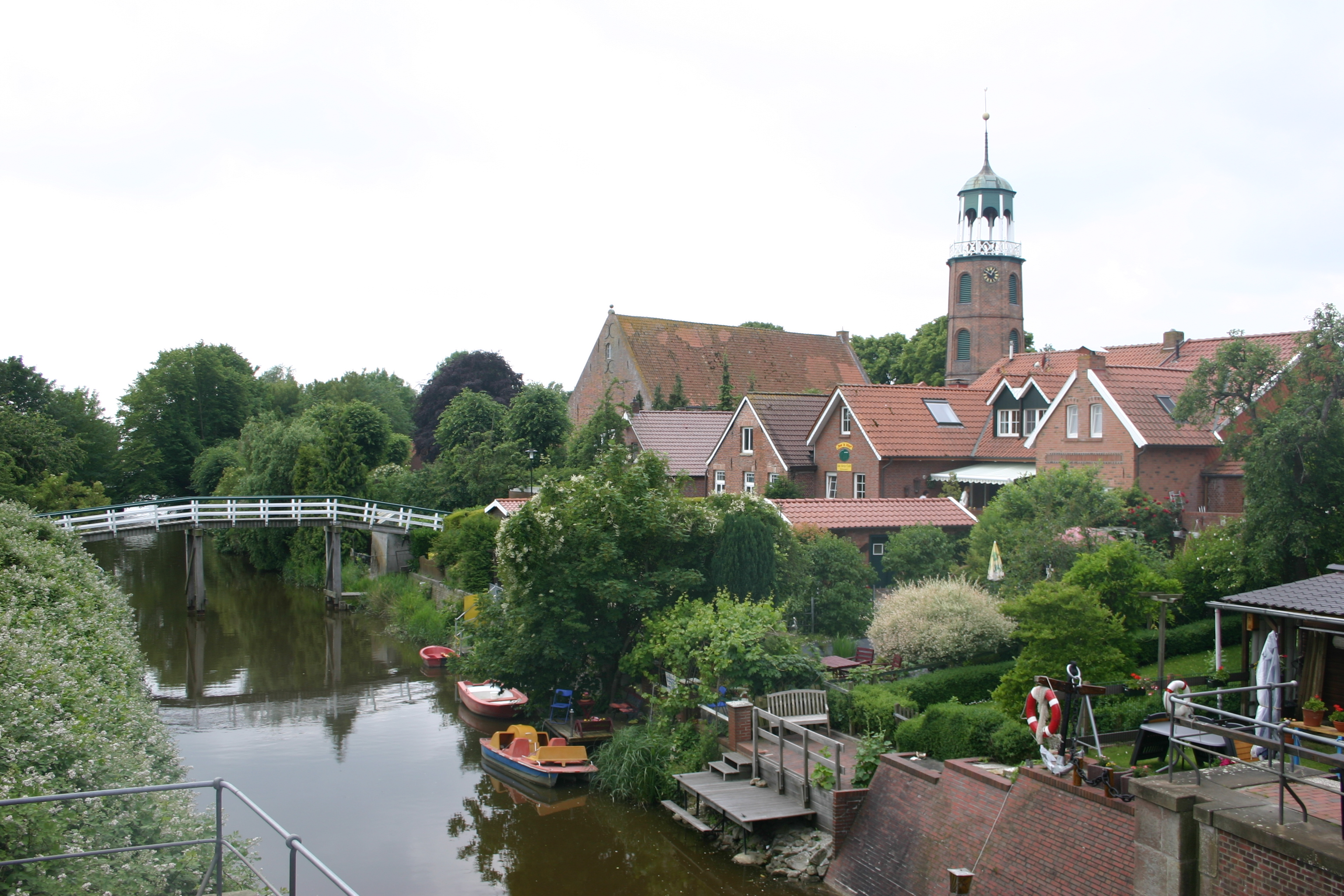
Ditzum met kerk

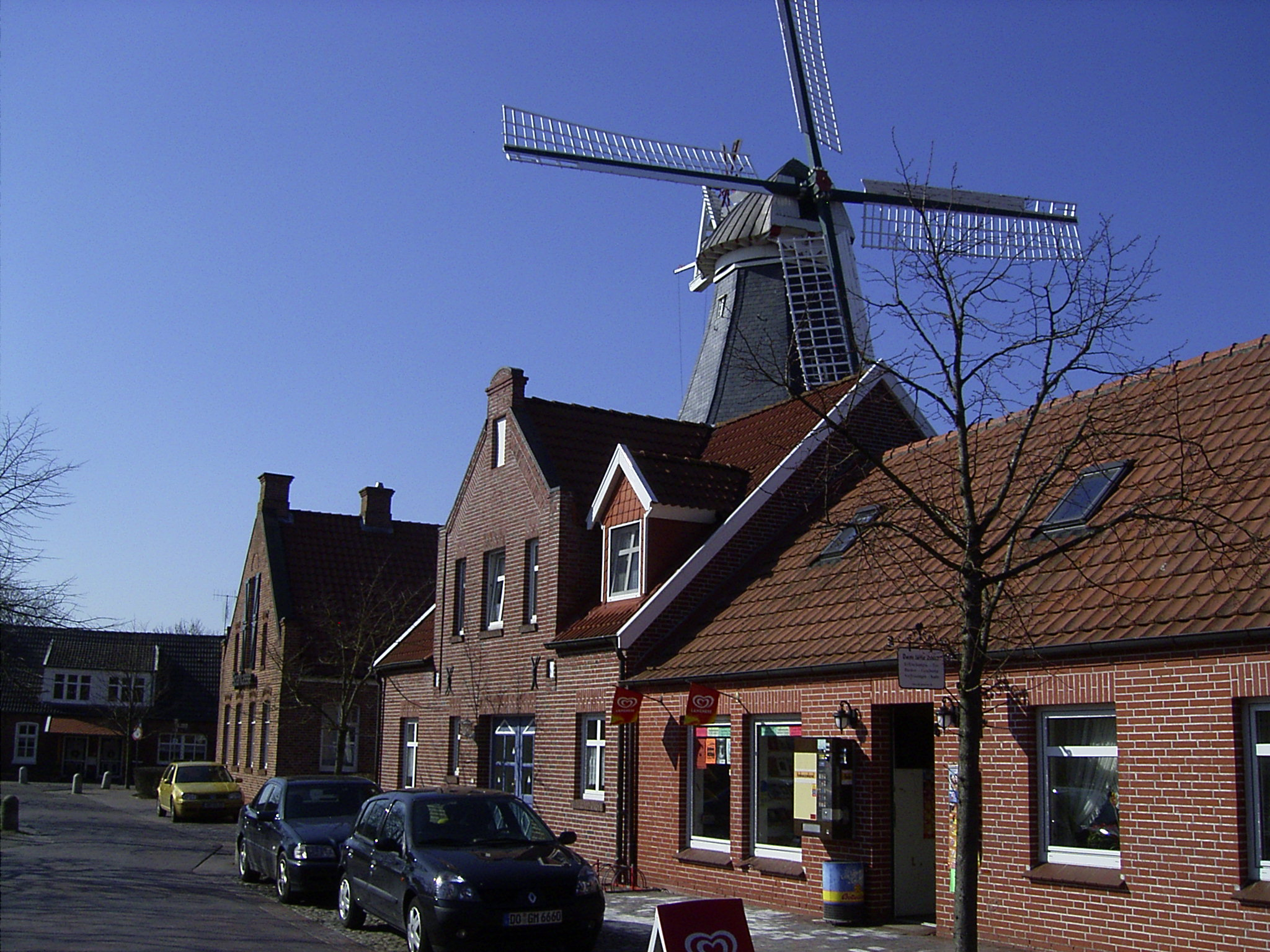
Ditzum met molen

Ditzum, dat tot het Reiderland behoort, maakt deel uit van de gemeente Jemgum in de Landkreis Leer. Het ligt op een warft en is ongeveer in de 8e eeuw aan de Eemsmonding ontstaan. Ditzum heeft een lange geschiedenis als vissersdorp. Tot in de jaren zeventig was er een steenfabriek actief. Vanaf het laatste kwart van de 20e eeuw ontwikkelde Ditzum zich meer tot een toeristendorp. In 1995 kreeg het als enige plaats in de landkreis Leer de titel staatlich anerkannter Erholungsort.
Het silhouet van Ditzum wordt bepaald door de 13e-eeuwse, nu hervormde kerk, die in de loop der eeuwen diverse wijzigingen heeft ondergaan. De torenspits uit 1846 heeft de vorm van een vuurtoren. Een tweede beeldbepalend element is de stellingmolen. Deze werd oorspronkelijk gebouwd in 1769, maar werd in 1882 door brand verwoest en in 1883 opnieuw opgebouwd. Een bombardement in 1945 vernietigde ook deze molen en de huidige molen is dus de derde. Een andere bezienswaardigheid is de aan de haven gelegen Siel (Duits voor zijl), een van de laatste nog werkende oude spuisluizen van Oost-Friesland.
Doordat vaste oeververbindingen met de overkant van de Eems ontbreken, worden Ditzum en het buurdorp Pogum in de Oost-Friese streektaal het 'Endje van de Welt' genoemd. Er wordt vanuit Ditzum een veerbootverbinding onderhouden met Petkum bij Emden. Ook zijn er in het zomerseizoen bootdiensten naar Borkum en Delfzijl.
Een markant, grotendeels nog klassiek ambachtelijk werkend bedrijf is de sedert 1928 bestaande Bültjer-werf. Deze aan de haven van het dorp gesitueerde scheepswerf repareert en restaureert traditionele, houten schepen, waaronder ook nog voor de visserij in gebruik zijnde kotters. Ook worden er kleine, houten schepen naar traditioneel model nieuw gebouwd.

## Geboren in Ditzum
- Derk Roelof Mansholt (29 maart 1842; overleden te Groningen, 1 augustus 1921), Nederlands boer en politicus
- Hermann Tempel (29 november 1889; overleden te Oldenburg, 27 november 1944), Duits SPD - politicus

## Galerij

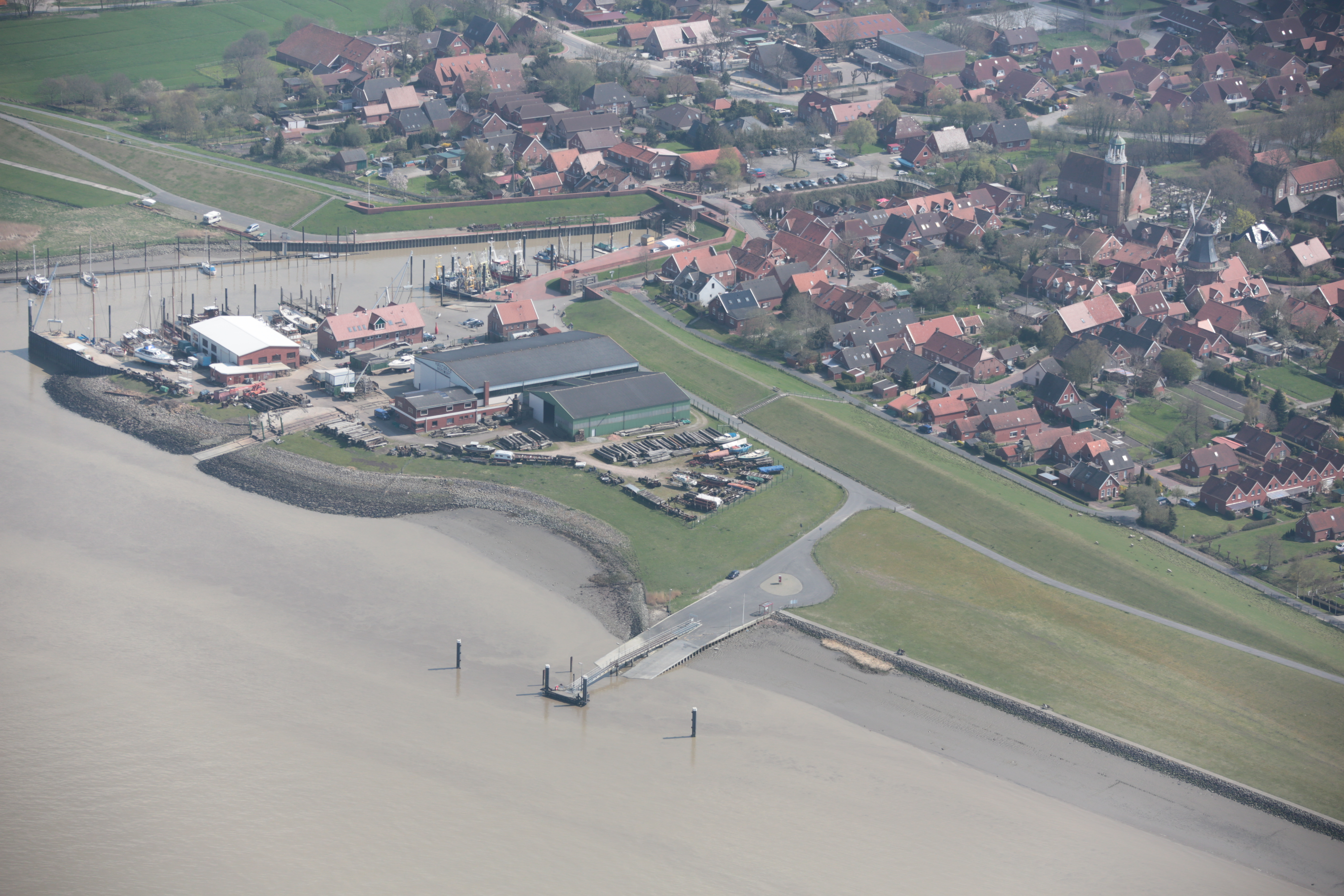
Ditzum met haven en Bültjer-werf (links)
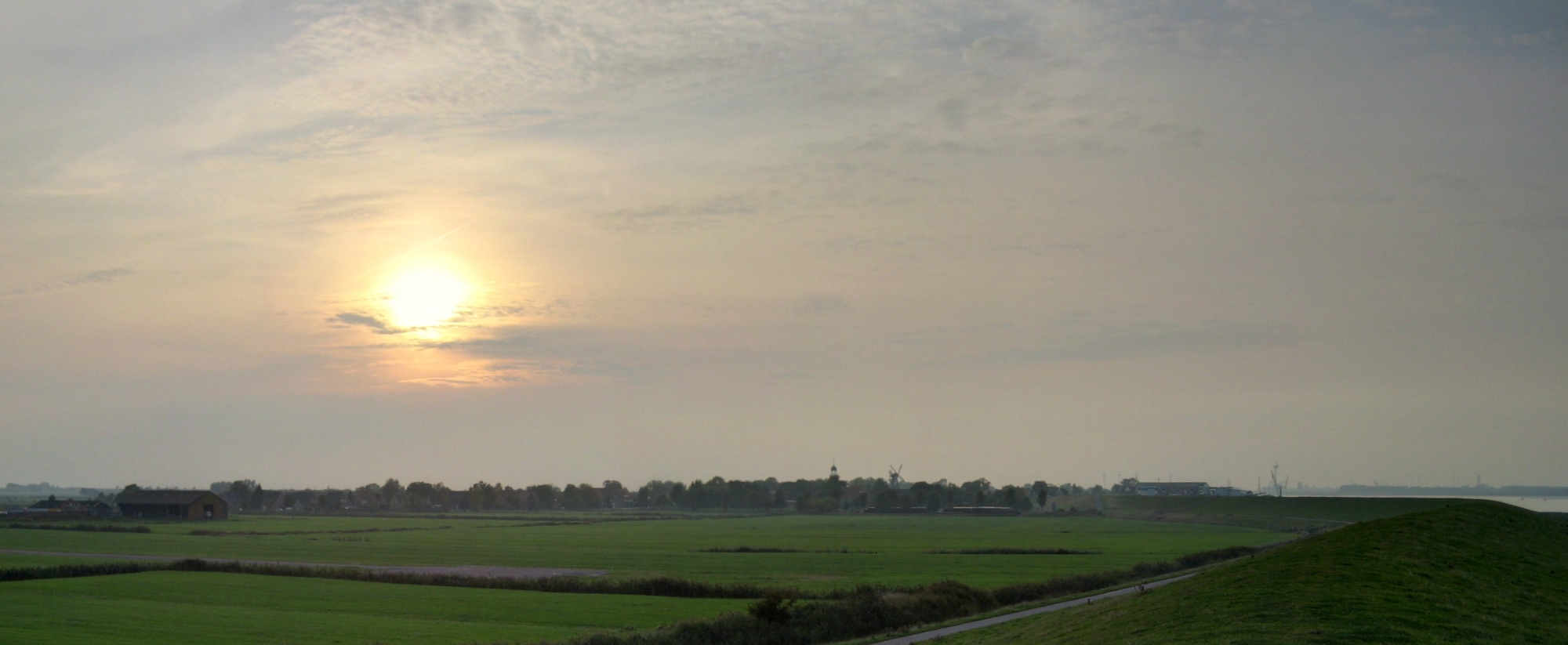
Ditzum, silhouet, met rechts op de achtergrond Emden (2008)
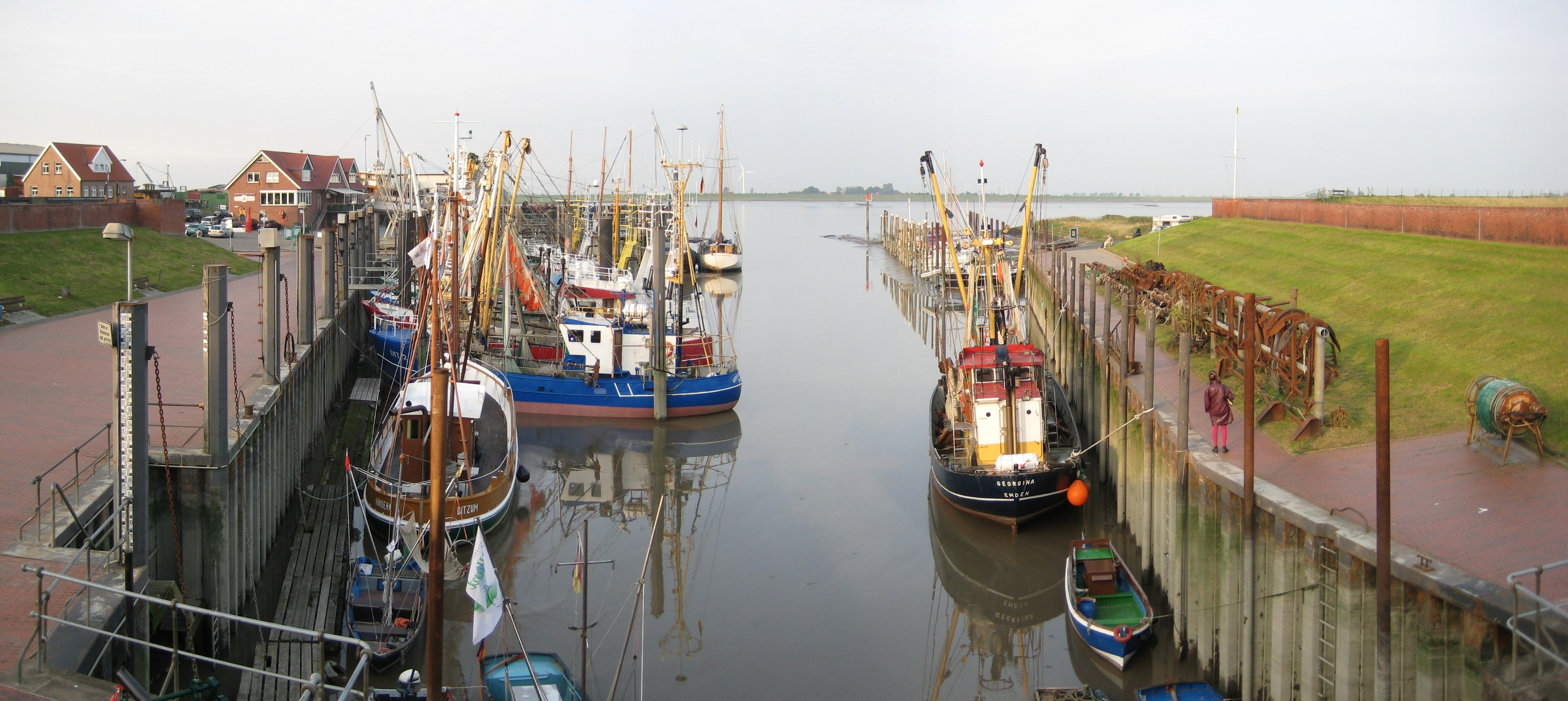
Ditzum, haven (2008)
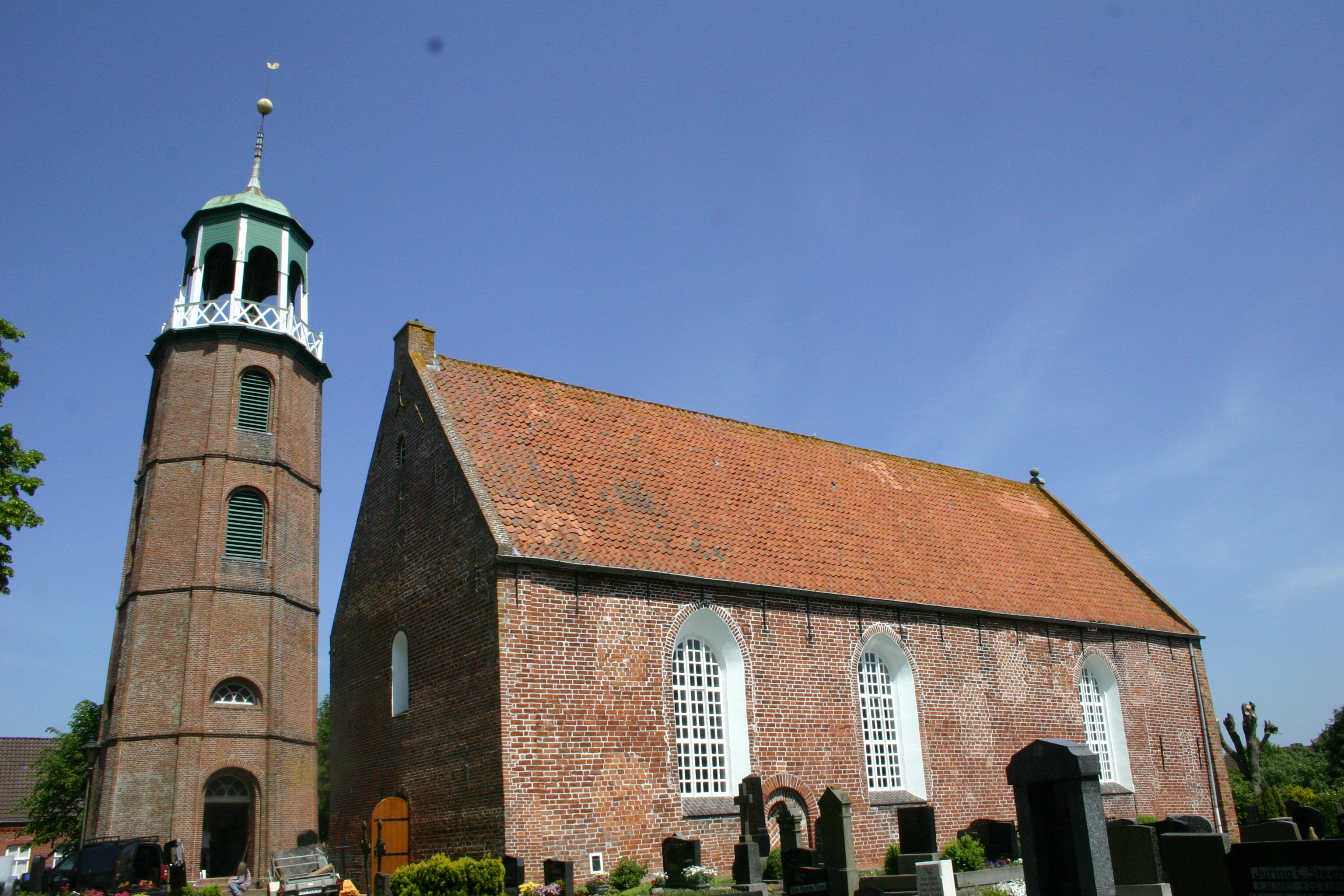
Kerk van Ditzum (2009)